# Pointe de la Torche
Koordinaten: 47° 50′ 12,3″ N, 4° 21′ 16,3″ W
Die Pointe de la Torche (Spitze der Fackel) (kurz oft La Torche – namensgebend französisch torche, „Fackel“) ist in Gefahr, durch Meereserosion zur Insel zu werden. Sie liegt in der Cornouaille im Département Finistère im Westen der Bretagne in Frankreich, nördlich von Penmarch, in der Gemeinde Plomeur zwischen den Landzungen Pointe du Raz und Pointe de Penmarc’h.
Der Ort ist von besonderem Interesse für die Vorgeschichte. Die Halbinsel war um 5000 v. Chr. von mesolithischen Fischern und Sammlern bewohnt. In den 1880er Jahren fand der französische Archäologe Paul du Châtellier (1833–1911) in einem Küchenabfallhaufen das Skelett eines mesolithischen Mannes.
Im Juni 1944 wurden bei La Torche 15 französische Widerstandskämpfer erschossen. Das landseitig aufgestellte Mahnmal erinnert daran.

## Dolmen Beg an Dorchenn
Auf der eponymen Landzunge im Meer liegt Beg an Dorchenn, ein 1946 erforschter Dolmen mit Seitenkammern, der vermutlich im Endneolithikum durch einen Gang verlängert wurde.

Dolmen Beg an Dorchenn
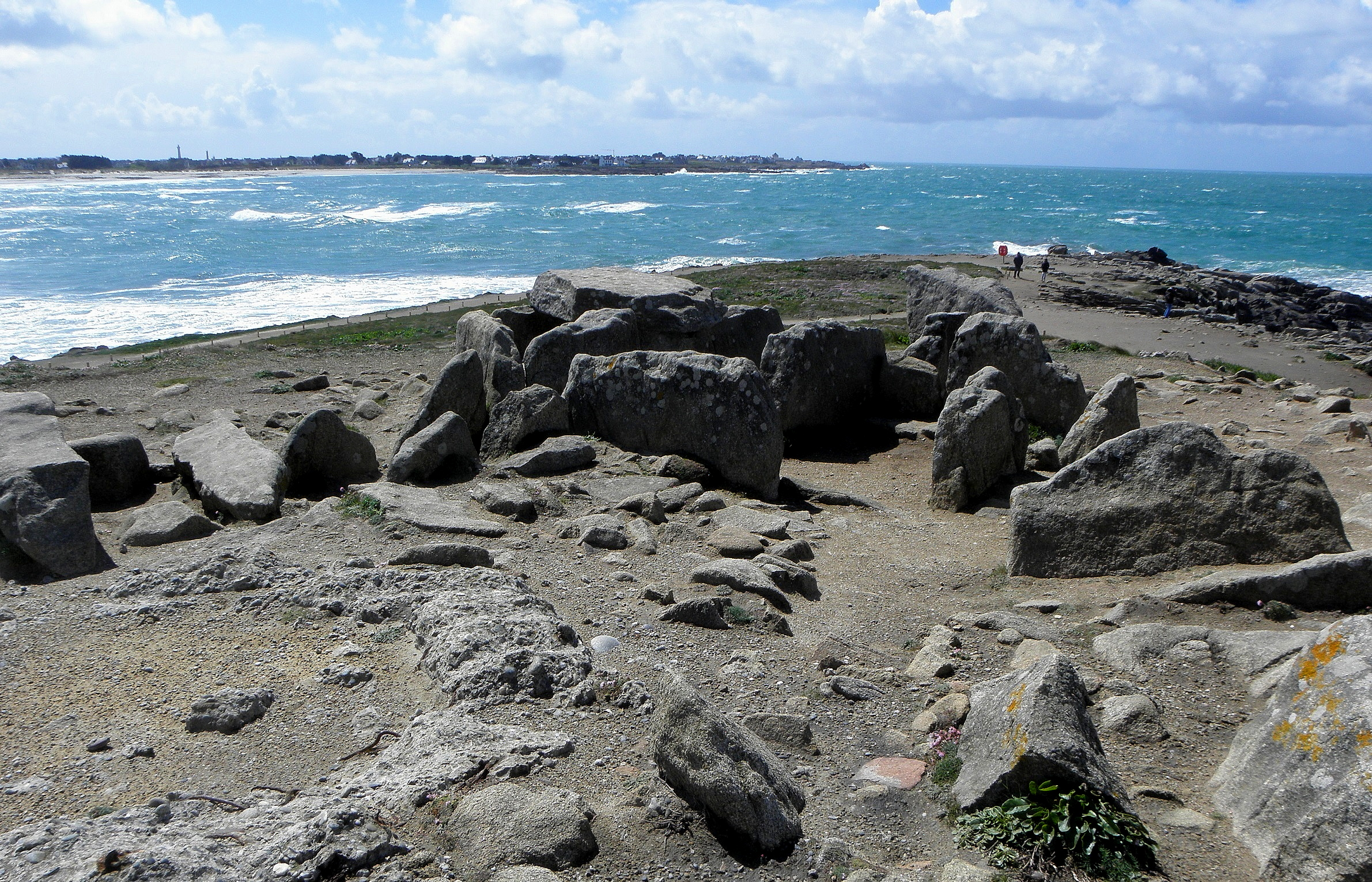
Dolmen auf der „Spitze der Fackel“
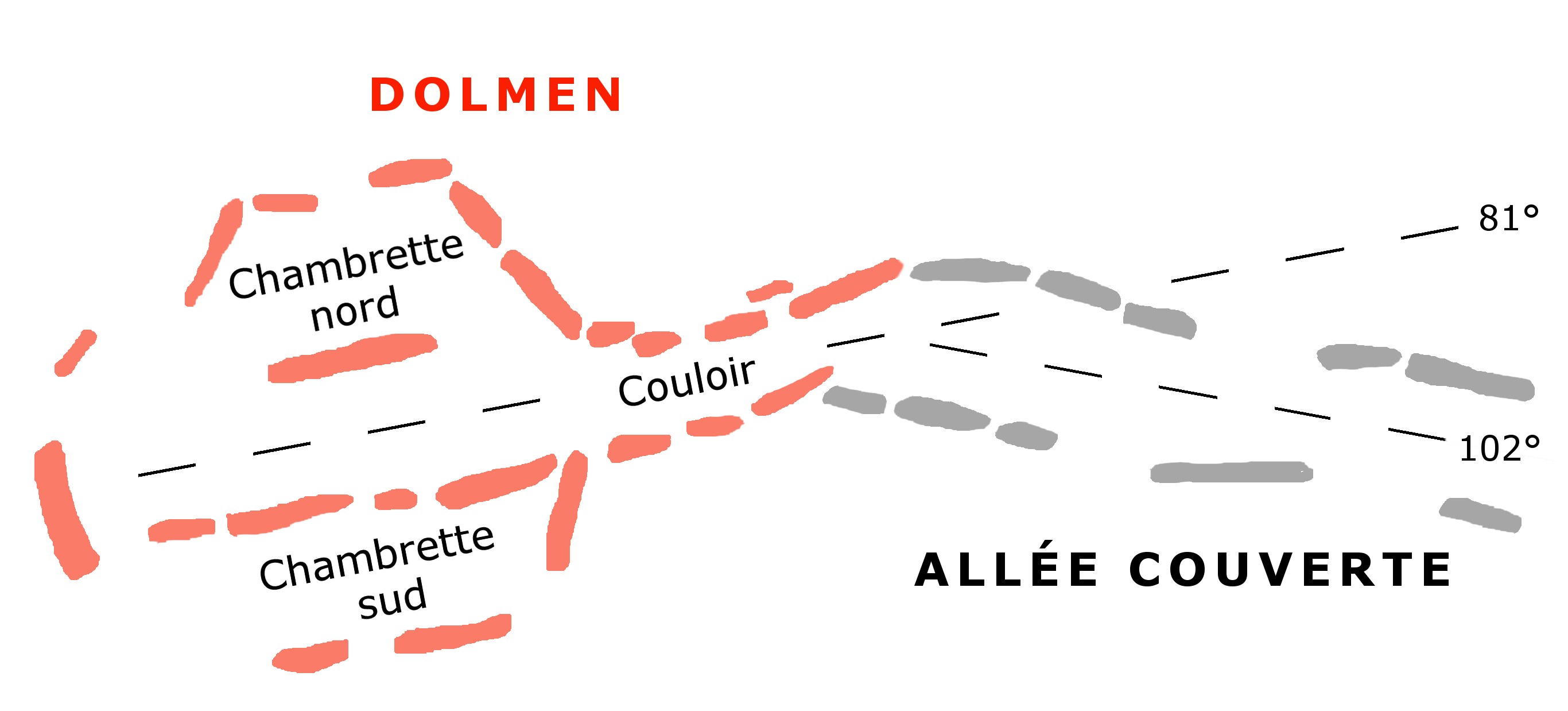
Grundplan
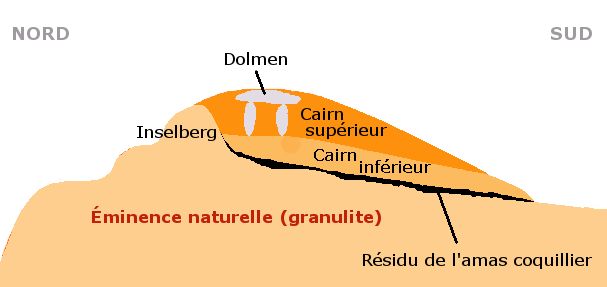
Querschnitt
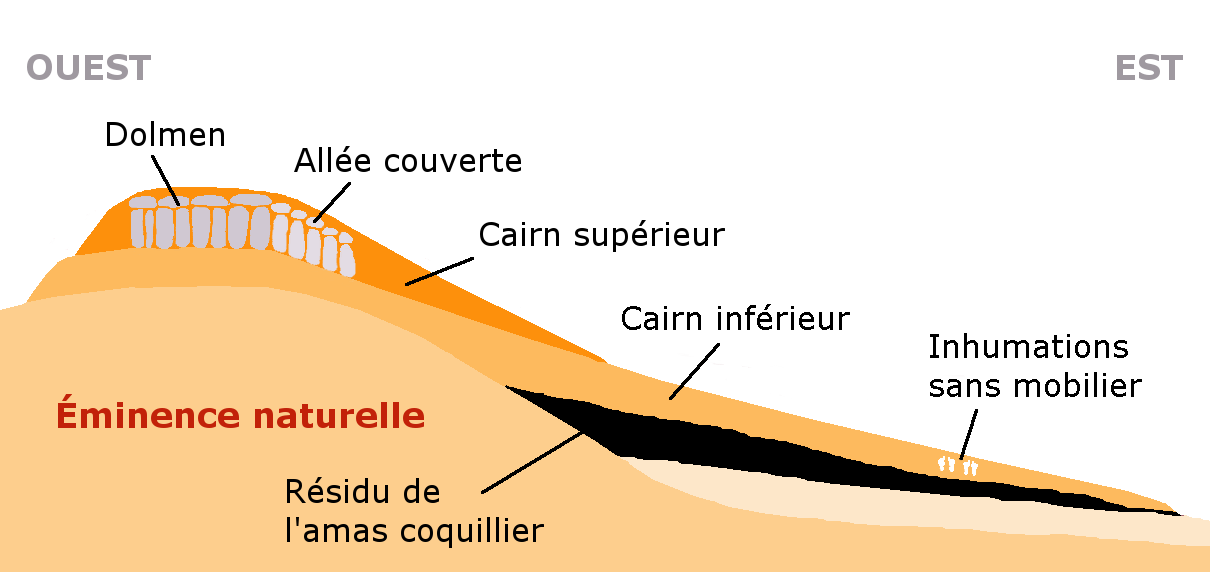
Längsschnitt
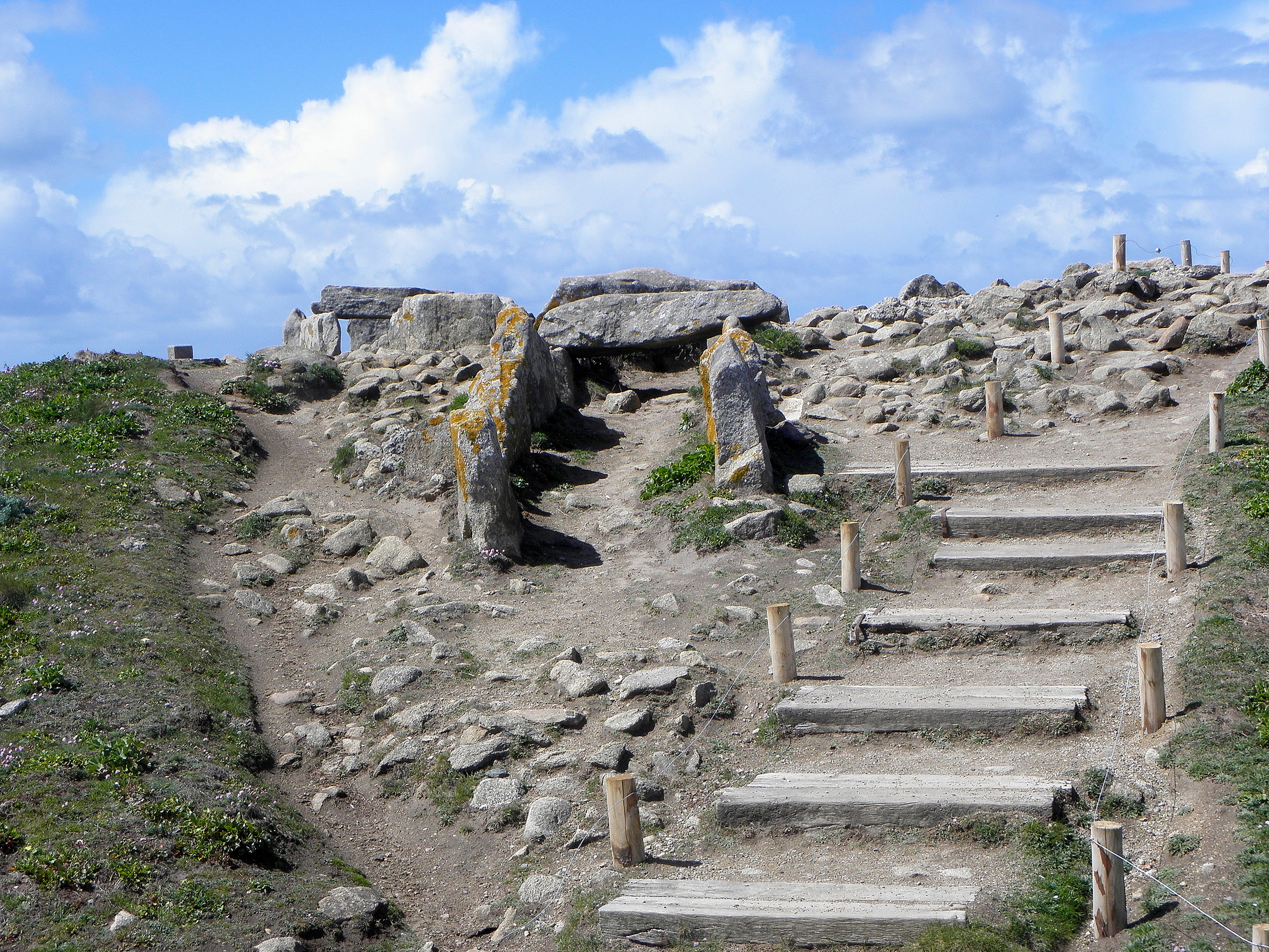
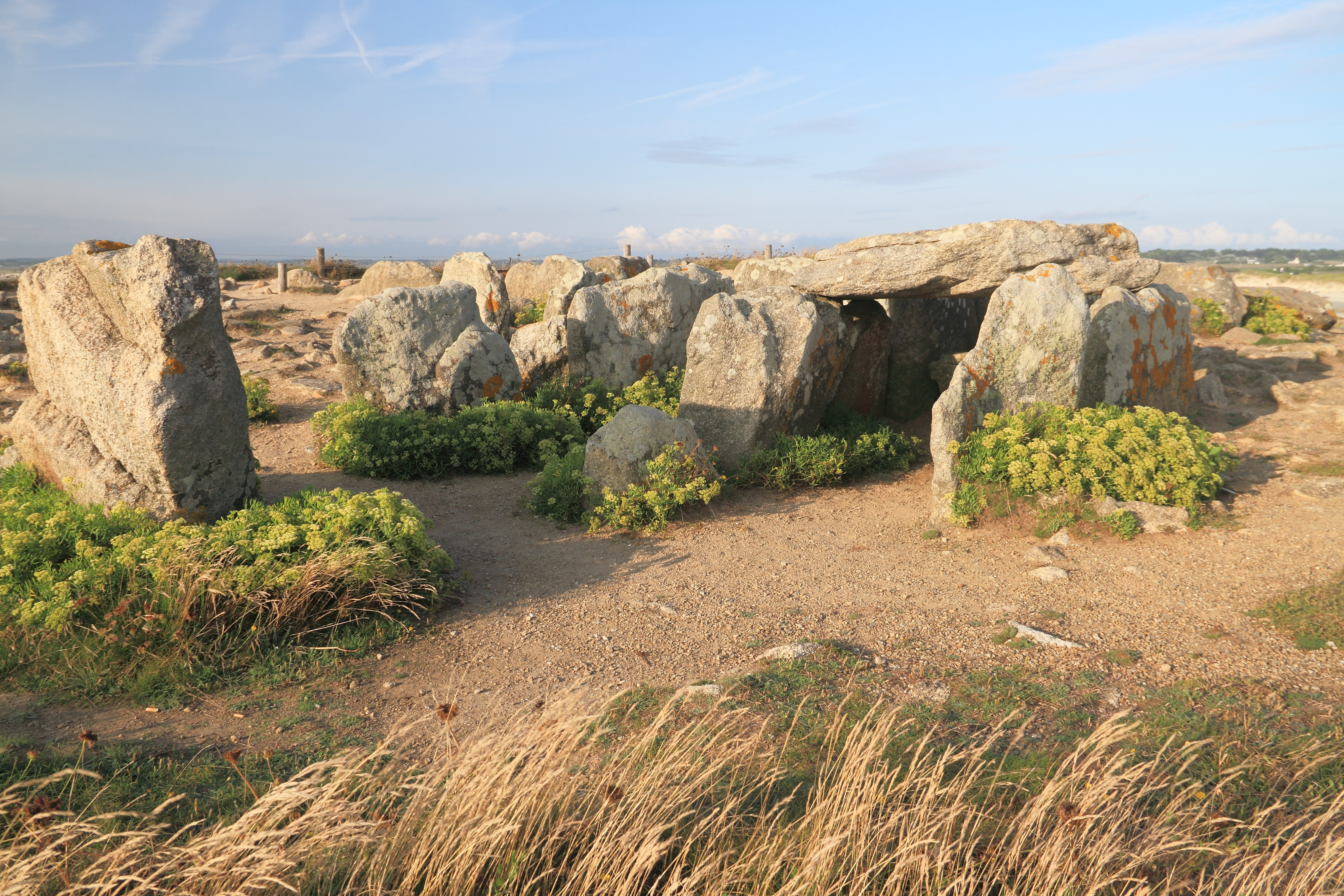
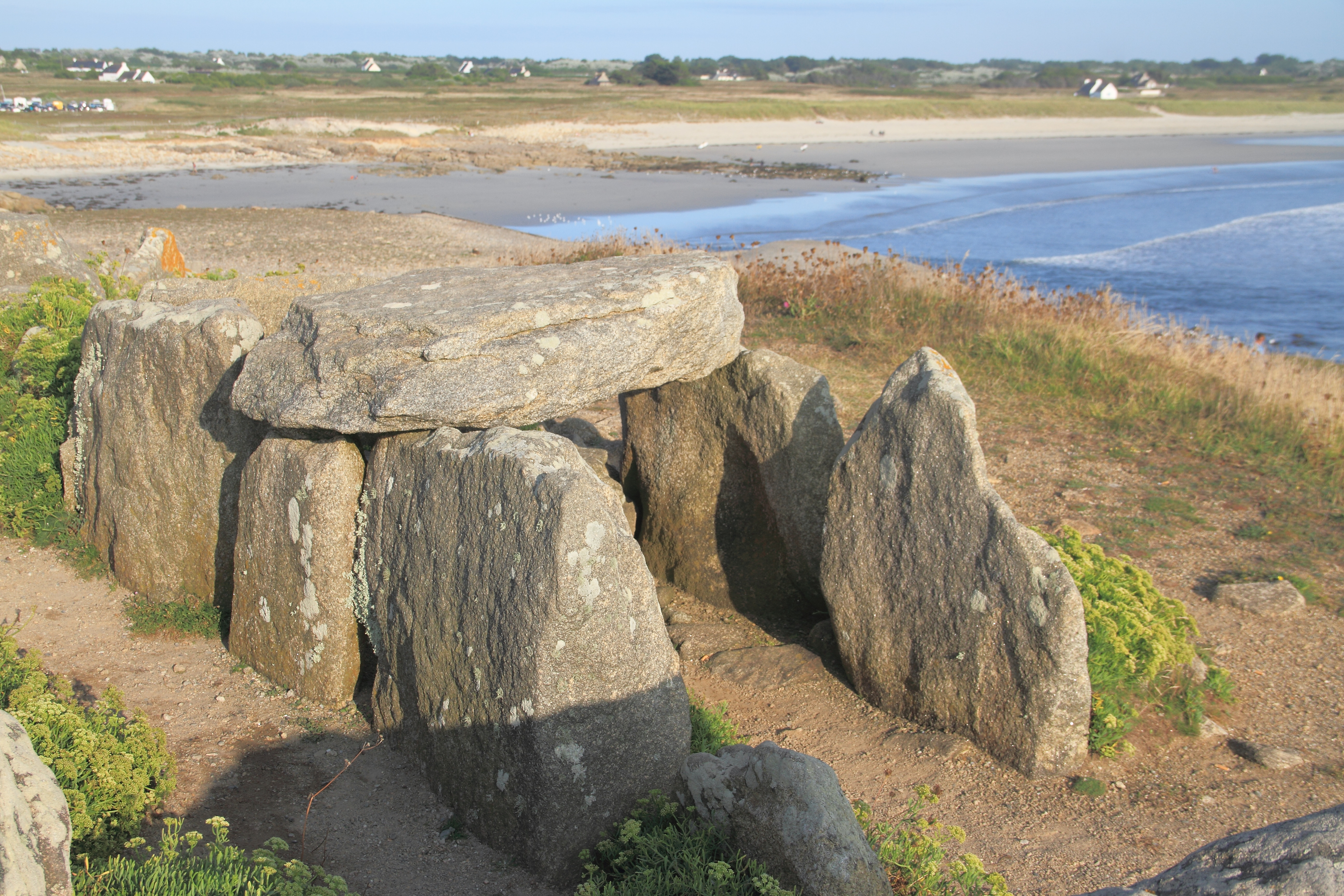
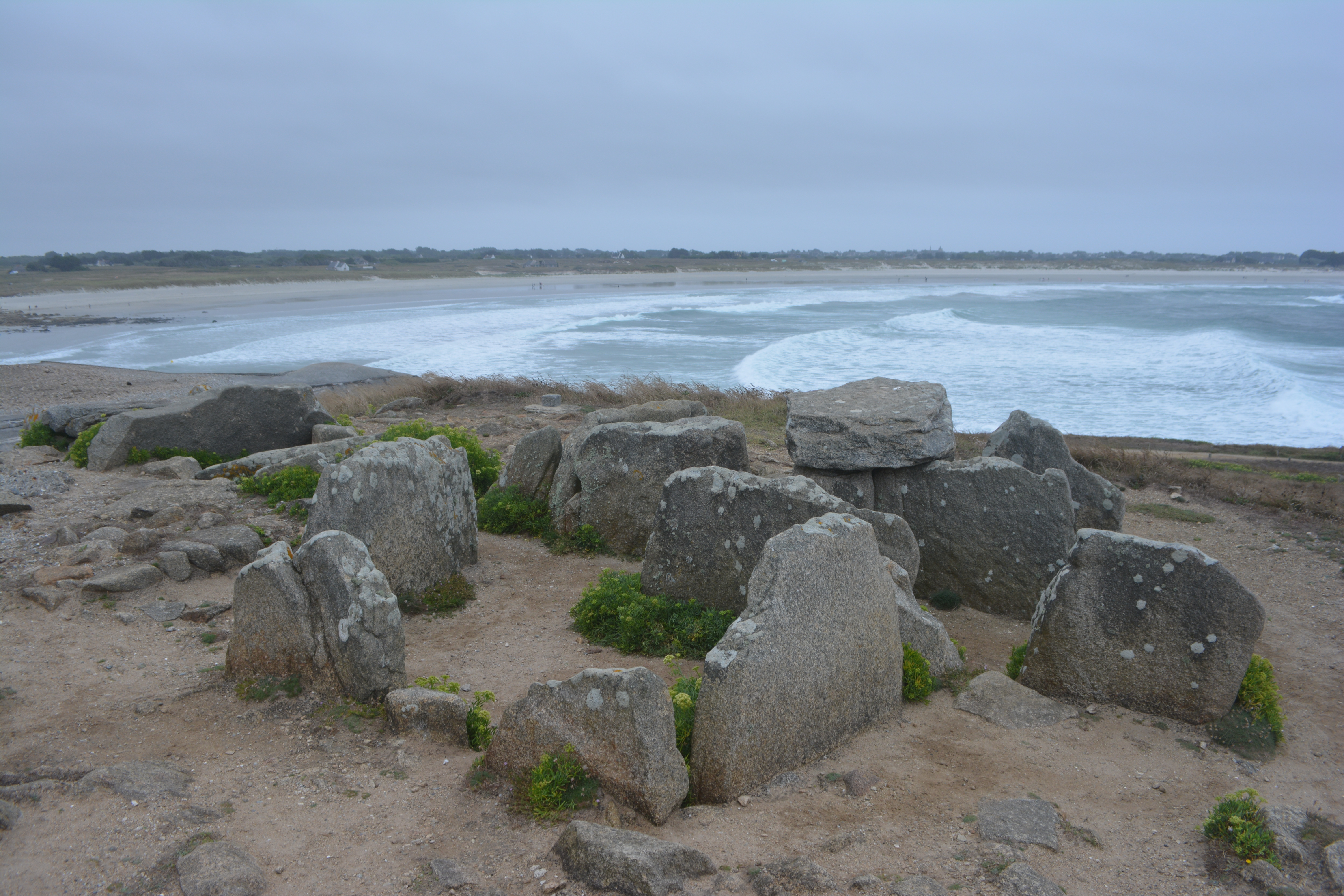

Während einer Rettungsgrabung fanden sich Knochen von mindestens fünf Personen in der nördlichen Seitenkammer und in einem Teil des Ganges. Die C14-Bestimmung 5490 ergab mit einer Wahrscheinlichkeit von 95 % die Altersangabe 4499–4090 v. Chr.

## Sonstiges

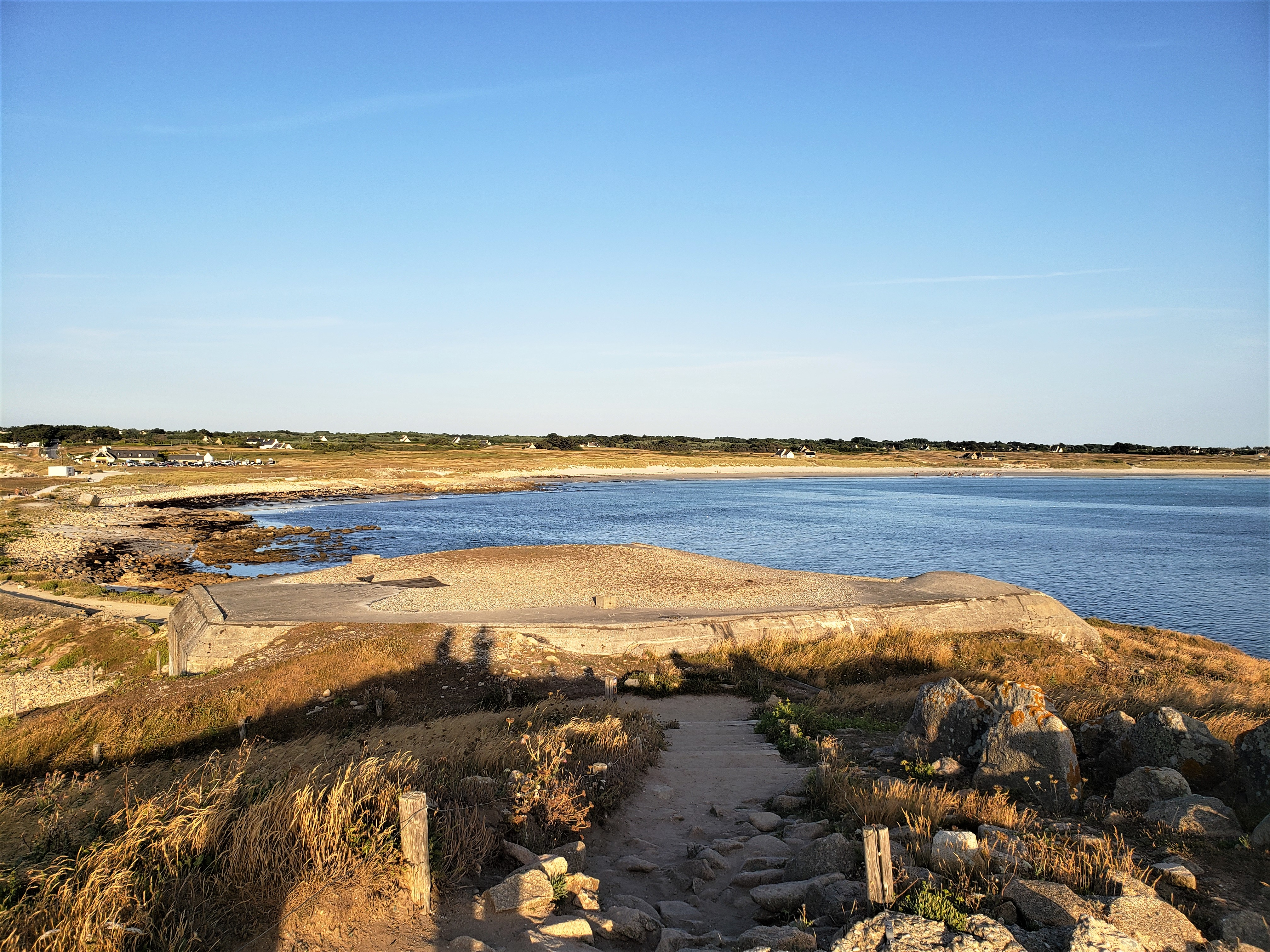
Bunkeranlage unterhalb des Dolmens Beg an Dorchenn

Der Ort ist unter Surfern wegen seiner guten Wind- und Wellenverhältnisse beliebt, allerdings wegen seiner extrem starken Unterströmung auch sehr gefährlich. Die Landzunge La Torche teilt den breiten – für Strandsegler geeigneten – Strand in den nördlichen Plage de Treguennec und den südlichen Plage de Pors Can, bietet sehenswerte Felsformationen und ist wegen der starken Brandung ein beliebtes Fotomotiv. Die natürliche Erhebung des Dolmens Beg an Dorchenn wurde im Zweiten Weltkrieg als Deckung für die Errichtung einer Bunkeranlage direkt östlich unterhalb genutzt. In der Landschaft um La Torche finden sich noch die Reste teilweise gesprengter deutscher Bunker aus dem Zweiten Weltkrieg.

## In der Nähe
Etwas östlich, ungefähr fünf Kilometer entfernt, liegt Notre-Dame de Tronoën mit dem ältesten Kalvarienberg der Bretagne. Bemerkenswert ist auch einer der Menhire von Kerscaven am Dorfeingang von Penmarc'h, dessen Erosionsrinnen man mit Gewandfalten verglichen hat.